# 勞斯萊斯幻影 (2003版)
勞斯萊斯幻影（英語：Rolls-Royce Phantom）為英國勞斯萊斯生產的自排高級轎車，於2003年量產，另有兩款延伸敞篷版。
幻影的底盤、車身、內裝全部是獨家特製並帶有濃厚傳承風格，車身多數用鋁製成。
客戶還可以指定訂做諸多最終零件，包含車體、顏色、木頭配件、座椅皮革，都可以由西薩塞克斯郡的工廠專案籌備，只要客戶願意花大錢，該廠還靠近著名的Goodwood賽道有時還用該道試車。
工廠區內上色廠、車體廠、皮革廠、木工廠、裝配廠和行政辦公室全部在單一大建築內所以生產過程中沒有任何零件運送折損或是室外存放問題。全廠只有兩個機械手臂負責上色；其他都是全手工打造本車，就連上色完的打光都是手工。這也是勞斯萊斯傳統工藝要求。
主動力是 6.75L，48汽門V12 引擎。共可產生453 bhp 和 720 NM 扭力，該引擎延生自BMW N73 V12設計，引擎也是在BMW廠生產，採用直接燃油噴射和動力方向盤，以及電子控制閥門－ Valvetronic 科技，馬力輸出是無段變化，活塞搖桿也是電子伺服控制。
鋁合金車身和骨架於挪威生產並採用水力發電的環保能源加工，最終鈑金和手工裝配在德國完成。
全車有1.63 m (63 in) 高，1.99 m (74.8 in) 寬，5.83 m (228 in) 長，重2485 kg (5478 lb)。鋁車身可以使本車加速到 100 km/h (62 mph) 只要5.7秒，並有德國製ZF6段自排和雙A臂懸吊系統，電子系統則採用BMW設計。
長軸板幻影於2005三月發表於日內瓦車展，車身多長了250 mm (9.8 in) ，稱為Phantom Extended Wheelbase加長的車內後座空間更大更豪華(EWB)。

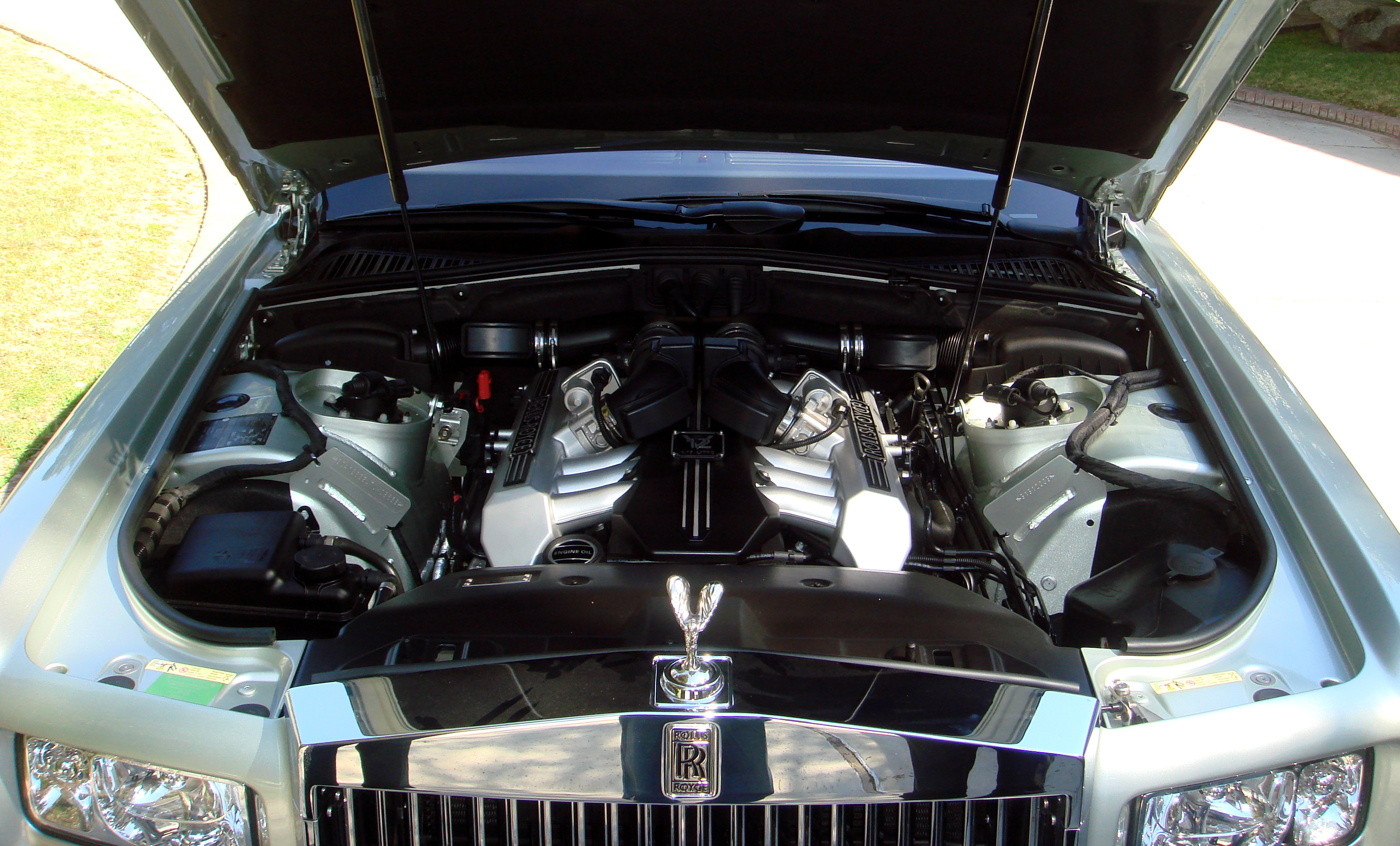
車內的V12引擎(2008)
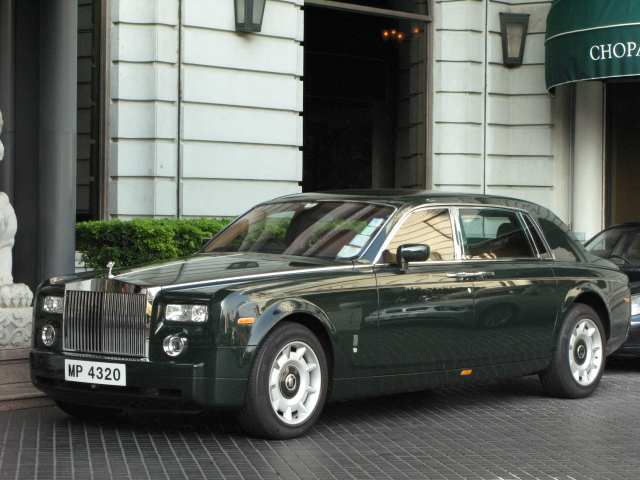
香港半島酒店的勞斯萊斯幻影長軸版，為數14輛，創下勞斯萊斯歷年來最昂貴的訂單紀錄。
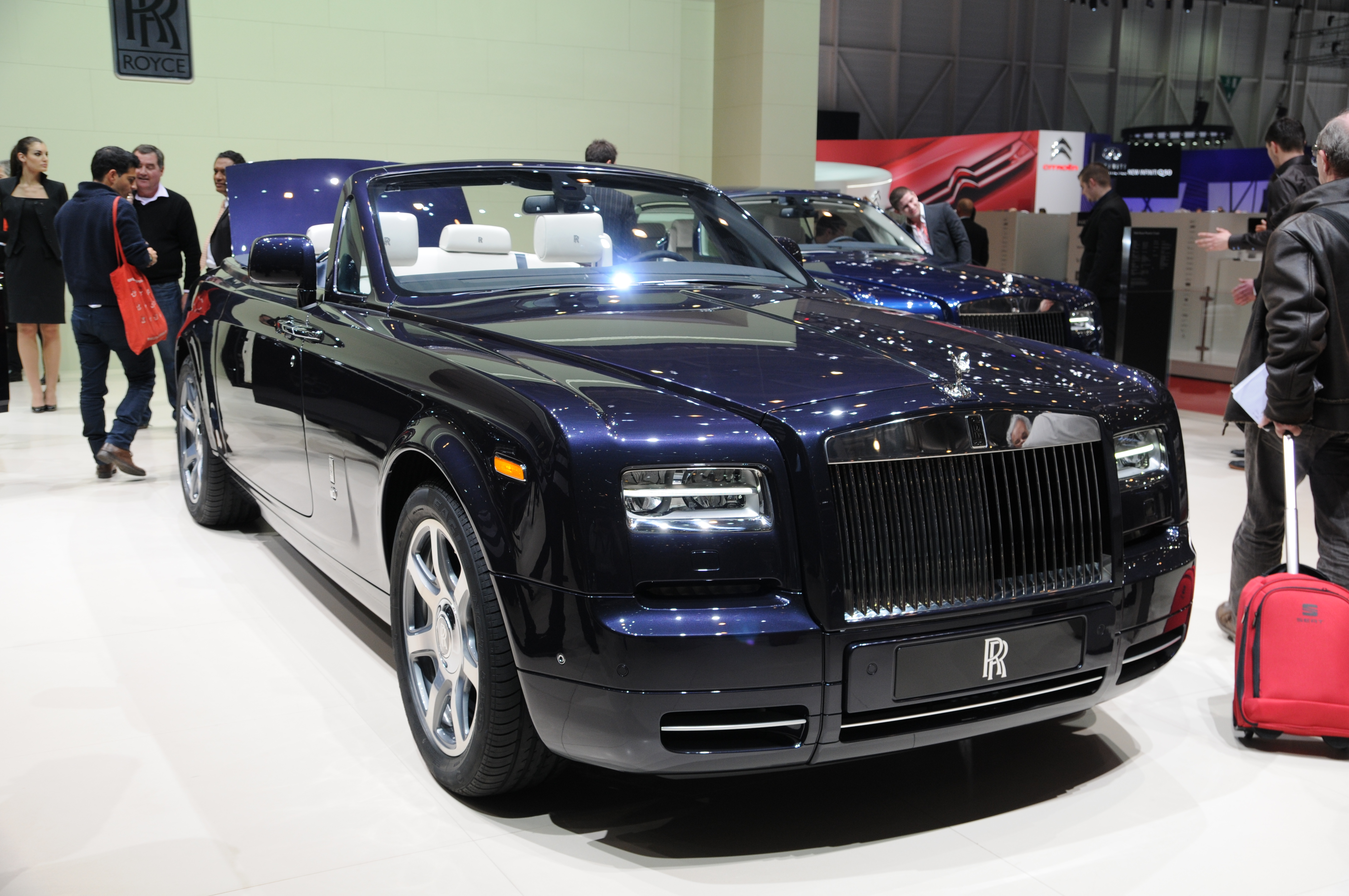
敞篷版
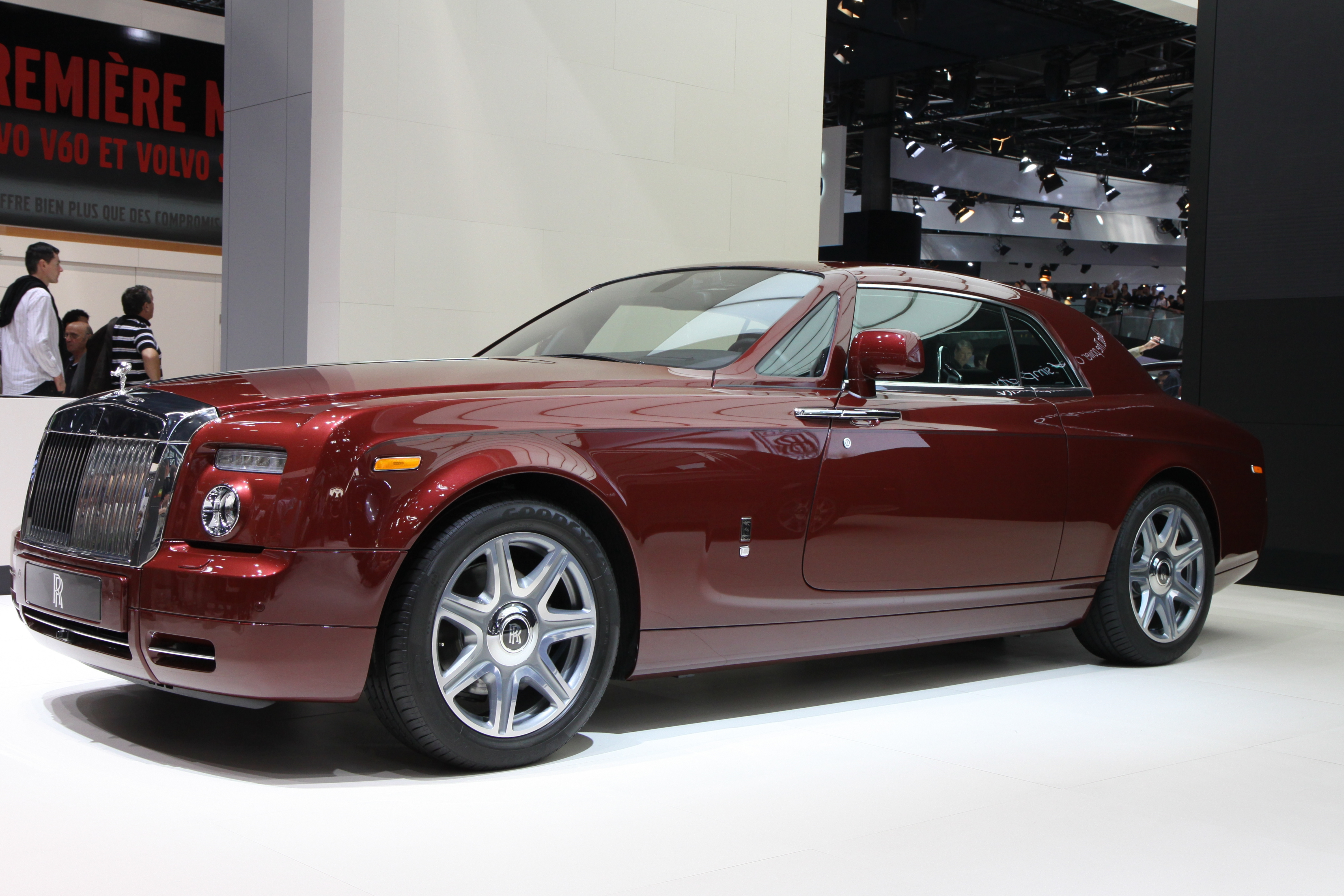
Coupé

## 流行文化
勞斯萊斯幻影的裝甲射孔型在2015年第一人称射击游戏《战地：硬仗》（Battlefield: Hardline）的資料片「逃亡」（Getaway）中以加长轿车之姿出現。

## 外部連結
- Rolls-Royce Phantom  Official Website （页面存档备份，存于）